# Мурза, Виталий Петрович
Виталий Петрович Мурза (укр. Віталій Петрович Мурза; 01.01.1929, с. Сердеговка Шполянского р-на Киевской (ныне Черкасской) области, УССР, Советский Союз — 02.01.2011, Киев, Украина) — специалист в области физической культуры, доктор биологических наук (1974), профессор (1977).

## Биография
Окончил Черкасский педагогический институт в 1953. В 1954–1968 работал в Киеве, в НИИ туберкулёза и грудной хирургии (ныне Институт фтизиатрии и пульмонологии НАМНУ): с 1963 г. — заведующим отделом лечебной физической культуры; в 1968–1971 и 1980–1988 — заведующий кафедрой физического воспитания Киевского педагогического института иностранных языков; в 1971–1975 — заместитель директора по научной работе и директор Киевского НИИ медицинских проблем физической культуры; в 1975–1980 — заведующий кафедрой физического воспитания Киевского университета; в 1988–1998 — заведующий, с 1998 — профессор кафедры физического воспитания и здоровья, лечебного контроля и лечебной физической культуры Национального медицинского университета; одновременно в 1998–2003 — заведующий кафедрой физической реабилитации Открытого международного университета развития людей «Украина»; в 2008–2011 — заведующий кафедрой физической реабилитации Хмельницкого института социальных технологий этого же университета.

## Публикации
- Психофункциональный самоконтроль при занятиях физическими упражнениями. 1989;
- Фізичні вправи і здоров’я. 1991;
- Азбука краси і бадьорості. 1994;
- Особливості проведення занять із студентами спеціального відділення, що хворіють сколіозом. 2000;
- Фізична реабілітація: Підруч. 2004;
- Психолого-фізична реабілітація: Підруч. 2005;
- Валеологія: Підруч. 2006 (співавт.);
- Сучасні підходи до профілактики і лікування остеохондрозу. 2007;[3]
- Фізична реабілітація в хірургії: Навч. посіб. 2008 (співавт.);
- Психофізична реабілітація хворих при лікуванні гастродуоденальних виразок: Навч. посіб. 2015 (співавт.).